# Органы власти Свердловской области
С момента образования Свердловской области и до весны 1990 года ведущую роль в её руководстве занимал Свердловский областной комитет ВКП(б)-КПСС. Состав обкома, включавший несколько десятков-сотен человек, избирался на проводимых раз в несколько лет областных партийных конференциях. На общих собраниях — пленумах обкома, проводившихся несколько раз в год, избиралось бюро обкома и секретари обкома, включая первого и второго (в 1930-е — 1940-е годы — также и третьего). Первый секретарь обкома являлся высшим политическим руководителем области. В 1937—1950 гг. первый секретарь Свердловского обкома по совместительству являлся первым секретарём Свердловского горкома КПСС. Первая областная партконференция состоялась 22 января 1934 г. и избрала первый состав обкома, пленум которого в тот же день избрал первым секретарём И. Д. Кабакова, руководившего до этого Уральским обкомом ВКП(б).
Высшим органом государственной власти Свердловской области являлся Свердловский областной совет народных депутатов (в 1936—1977 г. — Совет депутатов трудящихся), который избирался всенародно: в 1936—1977 гг. сроком на два года, в 1977—1990 гг. — на два с половиной года. Совет собирался в полном составе на сессии, проходившие 2 раза в год. Облсоветом формировался Исполнительный комитет (облисполком) — высший хозяйственный орган власти в области, председатель которого номинально являлся высшим должностным лицом области, а фактически занимал подчинённое положение по отношению к партийному руководству.
В 1962 году в рамках реформы Хрущёва партийные и государственные организации на местах были разделены на промышленные и сельские. 18 декабря 1962 г. решением пленума обкома были созданы оргбюро Свердловских промышленного и сельского обкомов, 13 января 1963 г. прошёл I пленум Свердловского сельского обкома (1-м секретарём избран А. В. Борисов), а 15 января — промышленного (1-м секретарём избран К. К. Николаев). 24 декабря 1962 г. разделился на две части Свердловский облсовет, в тот же день были утверждены составы промышленного и сельского облисполкомов. Ввиду высокого уровня промышленного развития области большая часть её территорий (районов и городов областного подчинения) подчинялась промышленному обкому и промышленному облисполкому.
После отстранения Хрущёва от власти принцип разделения органов управления был отменён. 21 ноября 1964 г. прошёл объединённый пленум промышленного и сельского обкомов, который сформировал оргбюро Свердловского обкома. Первый (организационный) пленум обкома прошёл 25 декабря 1964 г. и избрал 1-м секретарём обкома К. К. Николаева. Объединение областных советов и формирование объединённого облисполкома (во главе с А. В. Борисовым) прошло на следующий день, 26 декабря.

## Переходный период (1990—1996)
Начиная с весны 1990 г. политический вес партийных организаций стал уменьшаться, а советов — наоборот расти. После очередных выборов облсовета XXI созыва (в марте 1990 г.) в нём впервые появилась штатная должность председателя, который наряду с председателем облисполкома становился одним из высших должностных лиц области. 28 марта 1990 г., на первой сессии облсовета нового созыва его первым председателем был избран В. М. Власов, который до этого занимал должность председателя облисполкома, а новым председателем облисполкома через несколько дней был избран Э. Э. Россель.
7 апреля 1990 г., впервые за всю историю существования областной парторганизации, были проведены альтернативные выборы первого секретаря обкома. В результате главой обкома был избран А. П. Гусев, занимавший пост председателя Асбестовского горсовета, однако уже через два месяца он объявил о своём уходе.
После августовских событий 1991 года КПСС была запрещена, Свердловский обком в августе прекратил свою деятельность, а 21 ноября 1991 года самоликвидировался (приказом управления делами обкома). Облисполком в соответствии с указом Президента РСФСР № 75 от 22 августа 1991 г. «О некоторых вопросах деятельности органов исполнительной власти с РСФСР» в октябре-ноябре 1991 г. был преобразован в Администрацию Свердловской области, во главе которой остался Э. Э. Россель (назначен 16 октября 1991 г. указом Президента РСФСР).
В декабре 1991 г. в качестве коллегиального совещательного органа при администрации было сформировано Правительство Свердловской области, в состав которого на персональной основе входили заместители главы администрации и руководители некоторых исполнительных органов власти области.
Облсовет, утративший после создания администрации области роль основного центра власти, просуществовал вплоть до октябрьских событий 1993 года, когда система советов всех уровней в России была демонтирована (сохранились только верховные советы республик в составе Российской Федерации). В отличие от советов других краёв и областей России, роспуск Свердловского облсовета был оформлен специальным указом Президента Российской Федерации, что было связано с пресечением попытки изменения статуса Свердловской области и создания Уральской республики.
10 апреля 1994 г. была избрана Свердловская областная дума — первый орган законодательной власти в Свердловской области. В ноябре того же года она приняла Устав Свердловской области, в котором была прописана новая система организации органов областной власти. Так, высшим должностным лицом и главой исполнительной власти становился Губернатор Свердловской области, исполнительным и распорядительным органом — Правительство Свердловской области, а органом законодательной власти — двухпалатное Законодательное собрание Свердловской области. Соответствующие нормы устава вступали в силу постепенно, по мере проведения выборов органов власти.

## Действующие органы государственной власти Свердловской области (с 1996 года)
Нынешняя система органов власти области окончательно сформировалась во II половине 1995 — начале 1996 года. В августе 1995 года был впервые избран Губернатор Свердловской области — высшее должностное лицо области, возглавляющее систему органов исполнительной власти области.
В сентябре-октябре 1995 года была упразднена Администрация Свердловской области и сформировано в новом статусе Правительство Свердловской области.
14 апреля 1996 года было избрано двухпалатное Законодательное собрание Свердловской области, заместившее собой Свердловскую областную думу. «Нижняя» палата Законодательного собрания Свердловской области — Областная дума — состояла из 28 депутатов, избираемых по пропорциональной системе на 4 года, каждые 2 года переизбиралась половина депутатов. «Верхняя» палата Законодательного собрания Свердловской области — Палата представителей — состояла из 21 депутата, избираемых по мажоритарной системе на 4 года (до 1999 года — на 2 года).
На основании статьи 32 Устава Свердловской области (действующего с января 2011 года), с декабря 2011 года Законодательное собрание Свердловской области — однопалатное, с общей численностью депутатов в 50 человек. Половина состава (25 депутатов) избирается по партийным спискам в едином общеобластном округе, а другая половина (25 депутатов) — по одномандатным избирательным округам. Срок полномочий депутатов одного созыва — 5 лет.
13 октября 2018 года администрация Губернатора Свердловской области была упразднена. Взамен был образован единый Аппарат Губернатора и Правительства Свердловской области, а также департамент внутренней политики Свердловской области.

## Руководители Свердловской области (фактические)
| #  | ФИО                           | с             | по            | Должность |
| -- | ----------------------------- | ------------- | ------------- | --- |
| 1  | Кабаков Иван Дмитриевич       | январь 1934   | май 1937      | 1-й секретарь Свердловского обкома ВКП(б) |
| 2  | Столяр Абрам Яковлевич        | май 1937      | март 1938     | 1-й секретарь Свердловского обкома ВКП(б) |
| 3  | Медведев Иван Михайлович      | март 1938     | апрель 1938   | 2-й секретарь Свердловского обкома ВКП(б), и. о. 1-го секретаря Свердловского обкома ВКП(б)                                                                                      |
| 4  | Валухин Константин Николаевич | апрель 1938   | декабрь 1938  | 1-й секретарь Свердловского обкома ВКП(б) |
| 5  | Андрианов Василий Михайлович  | декабрь 1938  | март 1946     | 1-й секретарь Свердловского обкома ВКП(б) |
| 6  | Недосекин Виктор Иванович     | март 1946     | сентябрь 1952 | 1-й секретарь Свердловского обкома ВКП(б) |
| 7  | Кутырев Алексей Михайлович    | сентябрь 1952 | декабрь 1955  | 1-й секретарь Свердловского обкома КПСС |
| 8  | Кириленко Андрей Павлович     | декабрь 1955  | апрель 1962   | 1-й секретарь Свердловского обкома КПСС |
| 9  | Николаев Константин Кузьмич   | апрель 1962   | январь 1971   | 1-й секретарь Свердловского обкома КПСС (с января 1963 по декабрь 1964 — промышленного обкома)                                                                                   |
| 10 | Борисов Александр Васильевич  | январь 1963   | декабрь 1964  | 1-й секретарь Свердловского сельского обкома КПСС |
| 11 | Рябов Яков Петрович           | январь 1971   | ноябрь 1976   | 1-й секретарь Свердловского обкома КПСС |
| 12 | Ельцин Борис Николаевич       | ноябрь 1976   | апрель 1985   | 1-й секретарь Свердловского обкома КПСС |
| 12 | Петров Юрий Владимирович      | апрель 1985   | июнь 1988     | 1-й секретарь Свердловского обкома КПСС |
| 13 | Бобыкин Леонид Фёдорович      | июнь 1988     | февраль 1990  | 1-й секретарь Свердловского обкома КПСС |
| 14 | Манюхин Виктор Митрофанович   | февраль 1990  | апрель 1990   | 2-й секретарь Свердловского обкома КПСС, и. о. 1-го секретаря Свердловского обкома КПСС                                                                                          |
| 15 | Власов Владимир Михайлович    | март 1990     | июнь 1990     | председатель облсовета |
| 16 | Россель Эдуард Эргартович     | апрель 1990   | ноябрь 1993   | председатель облисполкома (апрель 1990 — ноябрь 1991); председатель облсовета (ноябрь 1990 — ноябрь 1991); глава администрации Свердловской области (октябрь 1991 — ноябрь 1993) |
| 17 | Трушников Валерий Георгиевич  | ноябрь 1993   | январь 1994   | 1-й зам. главы администрации Свердловской области, и. о. главы администрации Свердловской области                                                                                |
| 18 | Страхов Алексей Леонидович    | январь 1994   | август 1995   | глава администрации Свердловской области |
| 19 | Россель Эдуард Эргартович     | август 1995   | ноябрь 2009   | губернатор Свердловской области |
| 20 | Мишарин Александр Сергеевич   | ноябрь 2009   | май 2012      | губернатор Свердловской области |
| 21 | Куйвашев Евгений Владимирович | май 2012      |               | губернатор Свердловской области |